# Darius Cozmic Collection
De todos los 7 juegos de Darius, se ha creado Darius Cozmic Collection, que es un compilatorio de algunos juegos de la misma saga creada por M2 y publicada por Taito el 2019.

## Desarrollo
- El 2019, solo en Japón se lanzó la versión de Nintendo Switch.[1]
- El 2020, se lanzó la versión de PlayStation 4 en el mismo país,[1] y posteriormente una versión global en las mismas plataformas.[1]
- El 2021, se lanzó la versión de Steam.[2]
- Los compilados se dividen en arcade,[3][4][5] consola[6] y SP, esta última combina los dos primeros compilados. El compilado arcade es el único que salió en Steam.
- También en 2021, salió una secuela llamada Darius Cozmic Revelation, que incluye G-Darius y Dariusburst Another Chronicle EX.[7][8]
  - Solo en la versión de Nintendo Switch norteamericana se incluye Sagaia de Game Boy.[9]
  - Si los usuarios eligen G-Darius de PlayStation, solo se encuentra la versión japonesa, sin importar la región.
  - En Steam, en su lugar, se lanzó G-Darius como un juego separado, pero en vez de Dariusburst Another Chronicle EX, se incluyó G-Darius Enhanced Edition, que es la única conversión que admite 2 pantallas.

## Juegos presentados
Simbología:
- AC: Standard/Arcade Edition
- CS: Costumer/Console Edition
- SP: Special Edition

| Título                            | Versión o plataforma     | Darius Cozmic Collection AC                          | Darius Cozmic Collection CS  | Darius Cozmic Collection SP                          | Darius Cozmic Revelation                                    | Comentarios |
| --------------------------------- | ------------------------ | ---------------------------------------------------- | ---------------------------- | ---------------------------------------------------- | ----------------------------------------------------------- | --- |
| Darius                            | V.1                      | Sí                                                   | No                           | Sí                                                   | No                                                          | Primera entrega de la serie |
| Darius                            | V.2                      | Sí                                                   | No                           | Sí                                                   | No                                                          | Si el usuario actualizaba las armas aire-aire al láser o rayo sónico en la versión anterior, el jefe de zona también se fortalece de manera brusca. Esta versión rebaja la dificultad. |
| Darius                            | Extra                    | Sí                                                   | No                           | Sí                                                   | No                                                          | Esta versión incluye los reintentos de la versión norteamericana (no funciona si el usuario llega a la última zona) y aumenta la dificultad de las últimas zonas.                      |
| Darius II                         | Arcade de 2 pantallas    | Sí                                                   | No                           | Sí                                                   | No                                                          | Segunda entrega de la serie. Hubo una versión de 3 pantallas que no se incluyó en este compilado.                                                                                      |
| Sagaia                            | V.1                      | Sí                                                   | No                           | Sí                                                   | No                                                          | Reinvención norteamericana de Darius II. |
| Sagaia                            | V.2                      | Sí                                                   | No                           | Sí                                                   | No                                                          | Esta versión es más difícil de conseguir. |
| Darius Gaiden                     | Arcade                   | Sí                                                   | No                           | Sí                                                   | No                                                          | Única entrega arcade con gráficos pre-renderizados |
| Darius II                         | Sega Genesis             | No                                                   | Sí                           | Sí                                                   | No                                                          | Primera conversión arcade de Darius II |
| Sagaia                            | Sega Genesis             | No                                                   | Versión japonesa req. parche | Sí                                                   | No                                                          | conversión directa desde la arcade japonesa de Darius II |
| Sagaia                            | Sega Master System       | No                                                   | Sí                           | Sí                                                   | No                                                          | Único juego creado en Brasil. |
| Darius Twin                       | Super NES japonesa       | No                                                   | Sí                           | Sí                                                   | No                                                          | Primera entrega japonesa de Darius en Super NES. |
| Darius Twin                       | Super NES norteamericana | No                                                   | Sí                           | Sí                                                   | No                                                          | Primera entrega norteamericana de Darius en Super NES. |
| Darius Force                      | Super NES                | No                                                   | Sí                           | Sí                                                   | No                                                          | Segunda entrega japonesa de Darius en Super NES. |
| Super Nova                        | Super NES                | No                                                   | Versión japonesa req. parche | Sí                                                   | No                                                          | Segunda entrega norteamericana de Darius en Super NES. |
| Darius Plus                       | PC Engine (SuperGrafx)   | No                                                   | Versión japonesa req. parche | Sí                                                   | No                                                          | Conversión de Darius para PC Engine en formato HuCard. |
| Darius Alpha                      | PC Engine (SuperGrafx)   | No                                                   | Sí                           | Sí                                                   | No                                                          | Único juego boss rush de Darius |
| Sagaia                            | Game Boy                 | Solo en la versión día 1 de Nintendo Switch japonesa | No                           | Solo en la versión día 1 de Nintendo Switch japonesa | Solo en la versión física de Nintendo Switch norteamericana | Único juego de Darius para Game Boy. |
| G-Darius                          | V.1                      | No                                                   | No                           | No                                                   | Sí                                                          | Primera versión arcade original de G-Darius |
| G-Darius                          | V.2                      | No                                                   | No                           | No                                                   | Sí                                                          | Segunda versión arcade original de G-Darius |
| G-Darius HD                       | V.1                      | No                                                   | No                           | No                                                   | Sí                                                          | Primera versión arcade HD de G-Darius |
| G-Darius HD                       | V.2                      | No                                                   | No                           | No                                                   | Sí                                                          | Segunda versión arcade HD de G-Darius |
| G-Darius                          | PlayStation japonesa     | No                                                   | No                           | No                                                   | Sí                                                          | Conversión de G-Darius para PlayStation |
| G-Darius                          | Enhanced Edition         | No                                                   | No                           | No                                                   | Exclusivo de G-Darius de Steam                              | Conversión de G-Darius que permite usar 2 pantallas. |
| Dariusburst Another Chronicle EX+ | Arcade                   | No                                                   | No                           | No                                                   | No compatible con G-Darius de Steam                         | Los usuarios de Steam se deben descargar Dariusburst Chronicle Saviors en su lugar. |
| Darius                            | Sega Genesis             | No                                                   | No                           | No                                                   | Solo en la versión día 1 japonesa                           | Conversión arcade de Darius para Megadrive. |

## Serie
1. Darius, Arcade (1986)
2. Darius II, Arcade (1989)
3. Darius Twin, SNES (1991)
4. Darius Force/Super Nova, SNES (1993)
5. Darius Gaiden, Arcade (1994)
6. G-Darius, Arcade (1997)
7. Dariusburst, PSP (2009), Arcade (2010)